# Barranc de Badaüll
El Barranc de Badaüll és un barranc de la Noguera, que neix als peus de la serra del Montsec de Rúbies i desemboca al Barranc de Sant Pere.